# Hotel Krále Davida
Hotel Krále Davida (hebrejsky מלון המלך דוד‎, malon ha-Melech David) je pětihvězdičkový hotel v Jeruzalémě v Izraeli. Byl postaven z místního růžového pískovce zámožným egyptsko-židovským bankéřem Ezrou Moserim, a slavnostně otevřen v roce 1931. Nachází se ve stejnojmenné ulici v centru Jeruzaléma a nabízí výhled na Staré Město a horu Sijón. Je součástí sítě luxusních izraelských hotelů Dan Hotels.
V červenci 1946, tedy ještě za dob britské mandátní Palestiny, bylo jižní křídlo hotelu zničeno při bombovém útoku revizionisticko-sionistické vojenské skupiny Irgun. V hotelu tehdy sídlily orgány britské mandátní správy, včetně vojenského velitelství a oddělení kriminálního vyšetřování (CID). Při výbuchu, který byl odvetným opatření za britskou protižidovskou politiku, zahynulo 91 lidí, včetně 17 Židů.